# Babax
Babax este un gen de pasăre din familia Leiothrichidae. Trăiește în zonele montane din Asia meridională: China, India, Tíbet și Birmania.
Aceasta conține următoarele specii:
- Babax tibetan (Babax koslowi)
- Babax chinez (Babax lanceolatus)
- Babax gigant (Babax waddelli)

## Legături externe
Materiale media legate de Babax la Wikimedia Commons